# Andrônico Paleólogo Ângelo
Andrônico Paleólogo (fl. 1326/8) foi um senhor bizantino, governador militar de Velegrada (moderna Berati) em nome do imperador bizantino Andrônico II Paleólogo (r. 1282–1328), que desertou para a Sérvia. Era filho de Demétrio (Miguel) Ducas Comneno Cutrule, um dos filhos mais novos do déspota do Epiro Miguel II Comneno Ducas (r. 1230–1266/1268), e Ana Terter da Bulgária (r. 1284–1299). Sua filha, Ana Paleóloga Angelina, casou-se primeiro com o déspota do Epiro João II Orsini (r. 1323–1335) e depois com o déspota de Valona João Comneno Asen.